# مسجد الحاج أبو بكر
مسجد الحاج أبو بكر يقع المسجد في منطقة كامبونج بوكوك، والتي تقع على بعد حوالي ثلاثة عشر كيلومتر من مدينة بانجر في بروناي .

## البناء
تم بناء مسجد الحاج أبو بكر في الثلاثين من شهر يناير كانون الثاني 1987، على موقع أرض مساحتها 2 فدان، وتم الانتهاء من البناء في شهر أكتوبر من عام 1987، وبلغت نفقات البناء 385،000.00 دولار .

## الافتتاح
افتتح مسجد الحاج أبو بكر رسميا من قبل معالي حاجي أوانغ سلامات بن حاجي موناب نائب وزير التنمية الآن نائب وزير المالية في حكومة بروناي دار السلام، وذلك يوم الجمعة الثامن من شهر رجب من عام 1408 هـ الموافق السادس والعشرين من شهر فبراير من عام 1988 .

## استيعاب المسجد
تبلغ قدرة المسجد الاستيعابية حوالي 200 مصلي في وقت واحد، واحدة من التسهيلات المتاحة في المسجد وجود مكتبة تحتوي على العديد من الكتب.